# 七星墜地

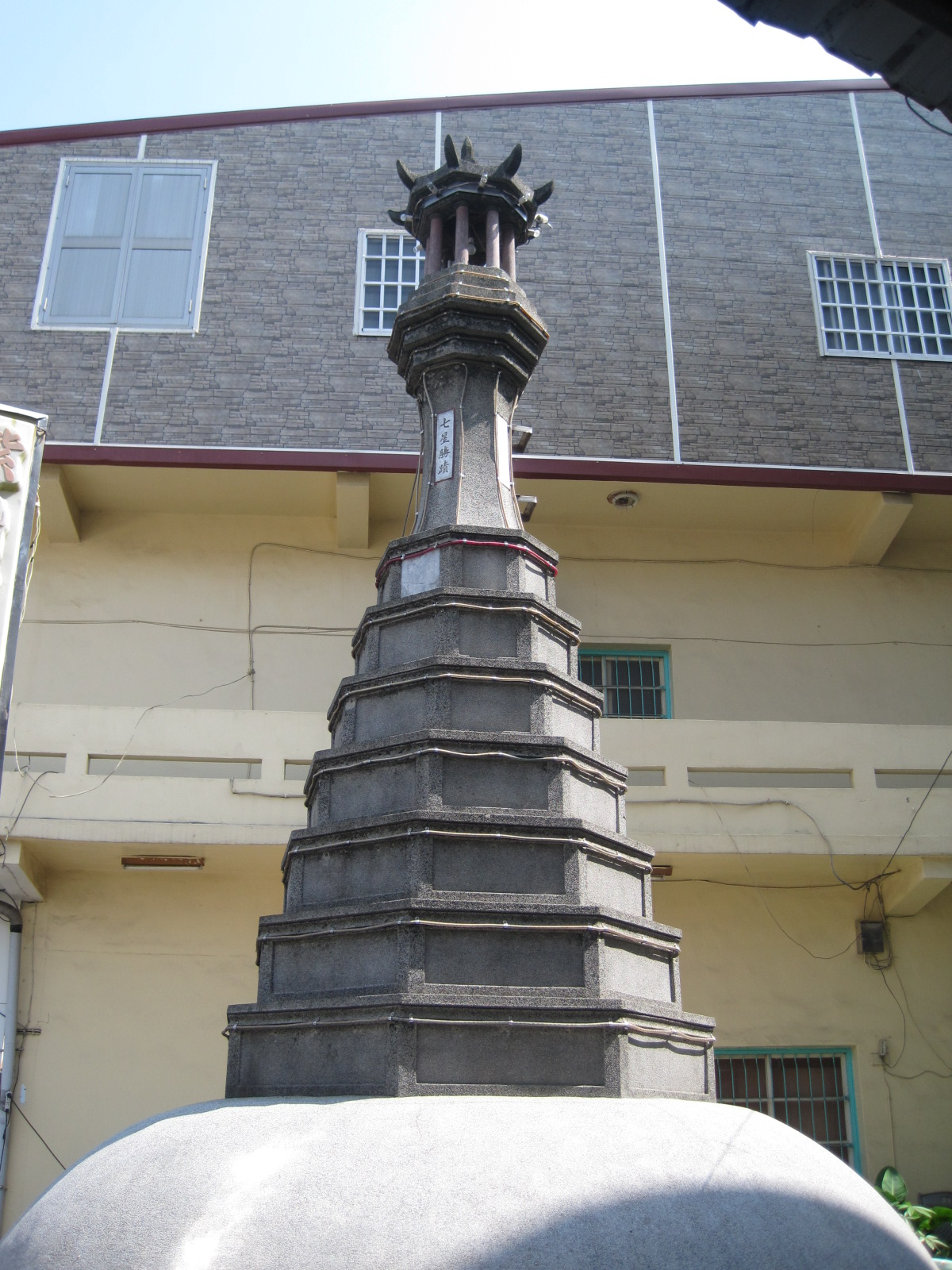
七星塔之一，對應「瑤光」

七星墜地是臺灣高雄市內門區的「羅漢門八景」之一，原本是分布在該區觀亭里的七座土墩，後來在土墩上又加蓋了七星塔。根據傳說，這七座土墩是天上的七顆流星墜地後所變成，其排列形式恰如北斗七星，而也因為此一傳說，該地區又稱為「七星洋」。1960年，紫竹寺管理委員會向七星洋的地主提議在土墩上蓋塔，是以七星墜地的形象由土墩轉變成「七星塔」。而後由於台3線的穿越，七星塔的「斗口」與「斗柄」被分隔開來。

## 傳說
日治時期，七星洋一帶成為旗尾製糖所的土地，原本所長打算剷平土墩來種植甘蔗，但是當地居民不願觸犯神靈（當地也有傳說七星洋是北斗星君下凡駐守的聖地），故製糖所得從今臺南南化一帶招募工人，但是工人到場卻頻傳意外，欲使用的機具也頻傳故障，甚至所長幼子還恰好突發高燒。而就在所長於旗山車站等車要前往診所探病時，觀亭出身的副站長勸他停止工事以免冒犯神靈，而所長則表示如果神明真的靈驗保他兒子平安，則他就讓七座土墩保持原狀，同時派人去暫停工程，結果所長抵達診所時原本高燒昏迷的兒子已經清醒過來。事後所長便沒有繼續工程，並敬獻一座銅製香爐向神靈陪罪。

## 其他
臺南新化區也有以「七星墜地」為名的傳說，據說上天讓「七星墜地」，成為指新化地區的七間廟宇──朝天宮、太子宮、觀音亭、清水寺、武安宮、護安宮、上帝廟──興建之處。